# Acytolepis timorensis
Acytolepis timorensis är en fjärilsart som beskrevs av Butler 1900. Acytolepis timorensis ingår i släktet Acytolepis och familjen juvelvingar. Inga underarter finns listade i Catalogue of Life.